# ゲフィオン (小惑星)
ゲフィオン (1272 Gefion) は、小惑星帯の小惑星。カール・ラインムートがハイデルベルクのケーニッヒシュトゥール天文台で発見した。
北欧神話に登場するアース神族の女神の一柱であるゲフィオンに因んで命名された。
ゲフィオン族の名前の由来となった。